# Karbonáthatár
Karbonáthatár vagy karbonát kompenzációs határ (CCD - Calcite Compensation Depth) az a tengermélység, ahol a karbonátlerakódás és a feloldódása egyensúlyban van. Ennél a szintnél mélyebben már nem rakódnak le a karbonát vázas élőlények mészvázai, hanem feloldódnak a tengervízben.
Az oldódás fő mozgató rugója az igen magas hidrosztatikai nyomás, valamint a víz hőmérséklete és szén-dioxid tartalma. Ebből következik, hogy a karbonát kompenzációs határ igen széles határok között mozog. Óceántól függően 4000-5000 m között helyezkedik el.